# Epistulae ad Atticum
Epistulae ad Atticum (Cartes a Àtic) és una col·lecció de cartes del polític i orador romà Marc Tul·li Ciceró al seu amic Tit Pomponi Àtic. Les cartes d'aquesta col·lecció, juntament amb les altres cartes de Ciceró, són considerades les fonts d'informació més fiables durant el període anterior a la fi de la República Romana. Les cartes d'Àtic són especials entre les obres de Ciceró, ja que ofereixen una visió franca al seu caràcter personal que conté confessions, autorevelacions i un registre dels seus estats d'ànim del seu dia a dia.
Tradicionalment abasta 16 llibres que contenen cartes escrites en el període entre el 68 aC i el 44 aC. Una notable absència de referències primerenques a aquestes cartes en particular suggereixen que no van ser publicades fins passades les morts dels protagonistes: Ciceró (43 aC) i Àtic (32 aC).

## Context
Ciceró i Àtic, tots dos fills de famílies eqüestres, eren amics des de la joventut, quan ambdós van coincidir en els seus estudis a Atenes. La trajectòria de Ciceró el va dur a prendre responsabilitats polítiques mentre que Àtic es va dedicar a fer negocis, convertint-se així en un poderós terratinent i mercader amb importants influències
La seva correspondència, si més no la que es conserva, es data a partir del 68 aC, quan Ciceró ja té una carrera política considerada i Àtic s'ha convertit en un gran terratinent a Egipte. Se situa en l'època del primer triumvirat, i sobretot durant l'època just posterior, quan es troben en un ambient enrarit entre els defensors de Cèsar i els que el consideren un tirà. En aquest darrera posició Ciceró, que prové de l'entorn de Gai Màrius, es troba més a gust.
La correspondència entre Ciceró i Àtic es prolonga, tant en el temps com en quantitat, perquè es tractava d'un diàleg informal entre amics, per això es segueixen mantenint en contacte fins a la mort de Ciceró (43 aC).

## Contingut
Les Cartes a Àtic corresponen al 50% de la correspondència ciceroniana conservada. Són les més privades del corpus, sobretot en el contingut, on Ciceró s'expressa moltes vegades amb gran espontaneïtat i deixant veure els seus sentiments i les seves opinions. Les cartes componen una conversa oberta i lliure amb el seu millor amic, a qui li confia, comenta i consulta tota mena de qüestions: polítiques, socials i personals. La lectura d'aquestes pàgines proporciona un punt d'observació per a contemplar el rebombori popular quotidià i la situació de les institucions a una societat en crisi.

## Tècnica, llengua i estil
Les cartes entre Ciceró i Àtic es tracten d'una correspondència privada, és a dir, que no componen una estructura curosament calculada ni usa un llenguatge meticulós i d'acord amb els cànons, sinó que empra el sermo cotidianus o llatí col·loquial de les classes cultes. No controla la cadència rítmica de les clàusules que amb tanta cura elabora en bona part de les seves obres i es denota el caràcter privat dels textos en l'ús continuat de la llengua grega.
Es pot comprovar el llenguatge ordinari i el contingut d'una conversa entre amics amb aquest exemple:
(Finca de Túscul, 9 de juny del 45)
Cicero Attico Salutem
"No tinc absolutament res a escriure, ja que acabes de marxar i poc després m'has tornat les tauletes. M'agradaria que t'ocupessis que es porti el paquet a Vestori i que donis l'encàrrec d'esbrinar si hi ha en venta alguna finca rural de Quint Estaberi a Pompeia o a Nola".

## Transmissió i llegat
Els textos de les cartes de Ciceró, igual que la major part de la seva obra, van ser llegides i estudiades durant els temps del final de la república i durant l'imperi. La primera cita que fa imaginar la seva publicació és una referència del filòsof Sèneca, que en una carta reprodueix literalment un passatge sota el títol: "Llibre primer de les cartes de Ciceró a Àtic", així com altres referències. El mateix Ciceró declara en una carta datada del 9 de juliol del 44 aC: "no hi ha cap recopilació de les meves cartes, però Tiró en té setanta i s'han de recollir les que tens tu. Convé que les repassi i les corregeixi. Llavors per fi es podran publicar". És a dir, que Marc Tul·li ja creia en la conveniència de portar al públic la seva correspondència.
Grans autors de l'antiguitat citen o imiten el seu estil o frases pròpies ciceronianes, entre ells Quintilià, Plini el jove, Suetoni o Aulus Gel·li. Fins i tot Corneli Nepot diu: "qui les llegeixi no trobarà a faltar una història seguida d'aquells temps. Puix que està tant detalladament exposat tot el que està relacionat amb els interessos dels homes més importants, els errors dels capitosts, les transformacions de la república, que no hi falta res [...]."
Amb el temps es perd interès per les cartes de Ciceró i ja no tornen a ser llegides fins segles més tard. Un manuscrit que contenia aquesta col·lecció, juntament amb les Epistulae ad Quintum fratrem i Epistulae ad Brutum, va ser redescobert el 1345 a Verona per Petrarca. Tant l'original com la còpia de Petrarca es va perdre, però es conserva una còpia de Coluccio Salutati a la Biblioteca Laurenziana de Florència.